# فرودگاه شهرستان ماسکیگن
فرودگاه شهرستان ماسکیگن (به انگلیسی: Muskegon County Airport) یک فرودگاه همگانی مسافربری با کد یاتا MKG است که یک باند فرود آسفالت دارد و طول باند آن ۱۹۸۲ متر است. این فرودگاه در کشور ایالات متحده آمریکا قرار دارد و در ارتفاع ۱۹۱٫۴ متری از سطح دریا واقع شده‌است.

## نگارخانه